# Johann Benedikt Willmes
 Johann Benedikt Willmes (* 28. Oktober 1743 in Schmallenberg-Oberfleckenberg; † 1. Mai 1823 in Köln) war ein Jurist, Friedensrichter und Hochschullehrer.

## Leben
Willmes besuchte die Schule der Benediktiner im Kloster Grafschaft. Anschließend studierte er Philosophie und Jura in Köln und erhielt den Doktor der Rechte. Am 16. Juli 1775 heiratete er in Köln Maria Theresia Cösterus. 1786 wurde sein Sohn Engelbert, der spätere Maler, Radierer und Kunstsammler geboren und vier Jahre später sein Sohn Peter Ludwig, der spätere Autor. Der Rechtsprofessor an der Kölner Universität war auch Syndikus bei der Stadt Köln. Nach 52-jähriger Lehrtätigkeit an der Universität wurde er anschließend Friedensrichter in Köln. Der Verfasser von juristischen Schriften verstarb im Alter von 79 Jahren.

## Veröffentlichungen
- Theses Universae Jurisprudentiae, Köln 1790 (Digitalisat)
- Dissertatio Inauguralis De Sponsalibus, Köln 1791 (Digitalisat)
- Vortrag der Unterschiede zwischen den vormaligen nachherigen französischen Rechten und dem preußischen Landrechte, 1817